# Marcelino Oraá Lecumberri
Xavier Antonio Marcelino Oraá Lecumberri (Beriain, Navarra, 28 d'abril de 1788 - 24 de novembre de 1851) fou un militar i polític navarrès, ministre durant el regnat d'Isabel II d'Espanya.
El 1810 va ingressar com a cadet al Batalló de Tiradors de Conca i va lluitar en la guerra del francès al costat d'Espoz y Mina, cosa que li va permetre conèixer molt bé el territori basco-navarrès. Va estar encarregat d'escortar als soldats francesos fets presoners pel cabdill navarrès fins a les platges guipuscoanes on eren lliurats a l'armada anglesa. D'aquesta rebia armes i municions que al seu torn transportava a Navarra. Va aconseguir portar des de la platja de Deba a Guipúscoa fins a Navarra un canó de batre que li va lliurar un vaixell britànic, emprant per al transport bous que l'arrossegaven pels camins de muntanya durant la nit. Aquest fet va ser argument per a una novel·la de Cecil Scott Forester.
També va lluitar a la primera guerra carlina inicialment com a coronel al comandament d'una columna. En 1834 fou ascendit a general de brigada pel seu paper a la batalla d'Arquijas i a Mendaza i el 1836 a mariscal de camp. Nomenat capità general de València i Aragó 3n 1836, va participar en la batalla de Luchana i el 1837 va ascendir a tinent general i el 4 d'abril aixecà el setge de Llucena, tanmateix, va fracassar en la presa de Morella davant Ramon Cabrera. i aquest fracàs li costà el càrrec, sent substituït per Antonio van Halen y Sarti com a comandant de l'Exèrcit del Centre.
De febrer de 1841 a juny de 1843 fou nomenat Governador general de les Filipines. Durant el seu mandat hagué de fer front a les rebel·lions Apolinario de la Cruz (Hermano Pule) i del sargent Irineo Samaniego, que reprimí amb especial duresa.
Al seu retorn el 1843 fou nomenat vicepresident dels Negocis d'Ultramar, en 1845 fou nomenat senador vitalici i en 1847 fou nomenat Ministre de Guerra del gabinet Martínez de Irujo. A causa de la seva mala salut deixà tots els càrrecs i tornà a Beriain, on va morir.